# Blanca Eekhout
Blanca Rosa Eekhout Gómez (Acarigua, Venezuela; 6 de enero de 1968) es una licenciada en artes y política venezolana. En la actualidad es Presidenta de la Comisión Permanente de Desarrollo de las Comunas (Creada en el año 2021) de la Asamblea Nacional y Presidenta de la Comisión Especial para la Transformación de las Leyes del Poder Popular, fue ministra de Comunicación e Información (2009-2010), Ministra para la Mujer y la Igualdad de Género (2016-2018), co-fundadora de Catia TVe, presidenta de VTV y ViVe. Como parlamentaria ocupó la segunda vicepresidencia de la Asamblea Nacional de Venezuela durante el período legislativo 2011-2015.

## Biografía

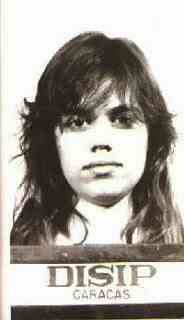
Foto de Blanca Eekhout en la DISIP mugshot, 1989

Nacida en Acarigua, estado Portuguesa el 6 de enero de 1968, realiza estudios secundarios de bachillerato en el Liceo José Antonio Páez de su ciudad natal y cursa estudios superiores en la Universidad Central de Venezuela como Licenciada en Artes, mención cine.[cita requerida] Eekhout fue arrestada en 1989 por instigar saqueos durante el Caracazo.
Su trabajo especial de grado fue: Cine de Barrio: el discurso audiovisual producido por el Cineclub de la comunidad de El Manicomio realizado con coautoría con Gabriela González Fuentes.
Integra el Grupo Ecológico Mitar, posteriormente ingresa en el Partido Socialista Unido de Venezuela (PSUV), siendo estrecha colaboradora del presidente de la República Bolivariana de Venezuela Hugo Chávez. Desempeñó el cargo de ministra de Comunicación e Información desde el 16 de abril de 2009 en reemplazo de Jesse Chacón hasta 2010.
En 2010 es elegida por su partido para encabezar la plancha por voto lista por el estado Portuguesa, para las elecciones parlamentarias del 26 de septiembre, en donde resultó elegida diputada. Después de ocupar su curul en el 2011 es designada como segunda vicepresidenta del parlamento, hasta enero de 2015.
Es Coordinadora Nacional del Gran Polo Patriótico Simón Bolívar (GPPSB) y Vicepresidenta Sectorial de Alianzas y Movimientos Sociales del Partido Socialista Unido de Venezuela (PSUV). Fue parlamentaria del Mercosur entre 2013 y 2015. En 2016 fue nombrada Ministra del Poder Popular para la Mujer y la Igualdad de Género.